# Roibos

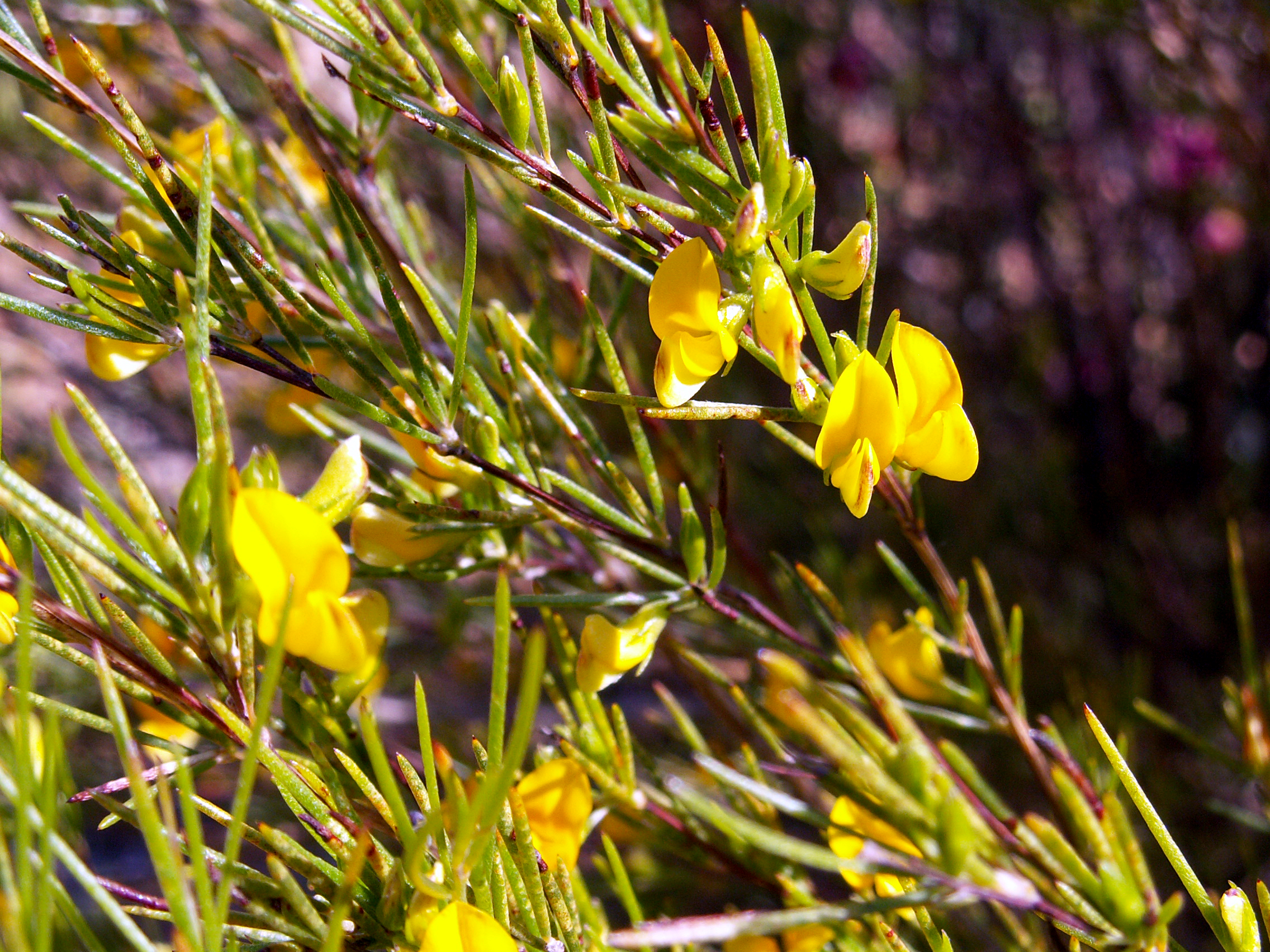
Flors

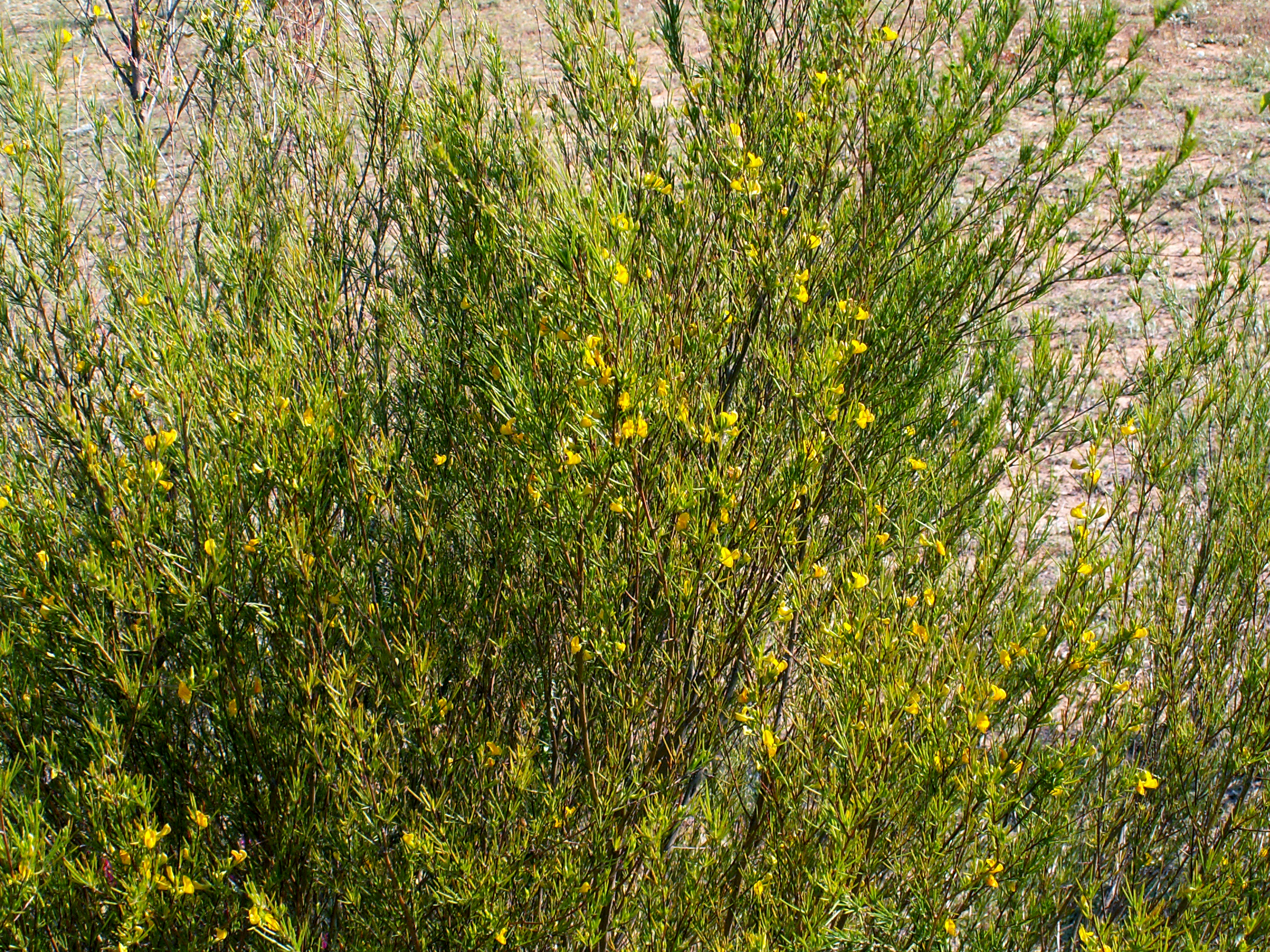
Planta

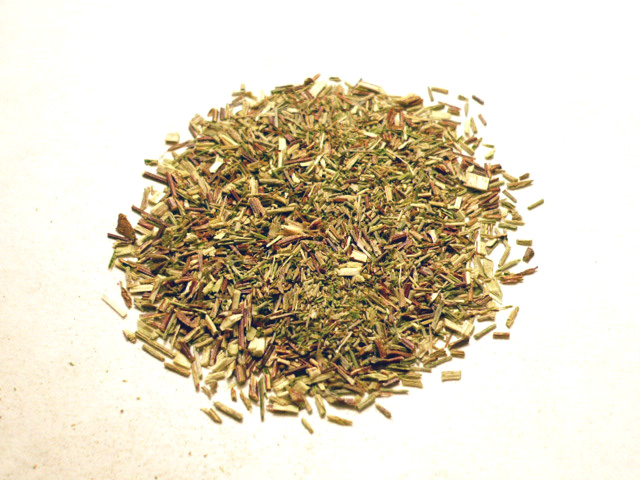
Infusió de rooibos verd

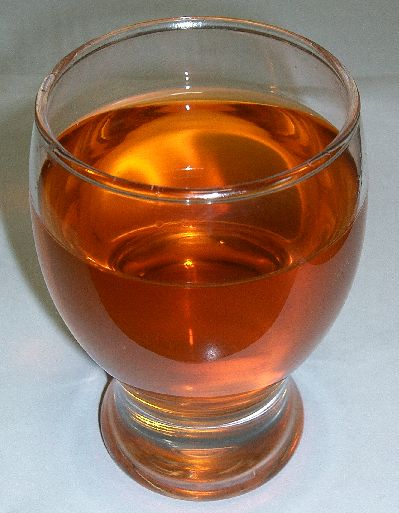
Infusió de rooibos en un got

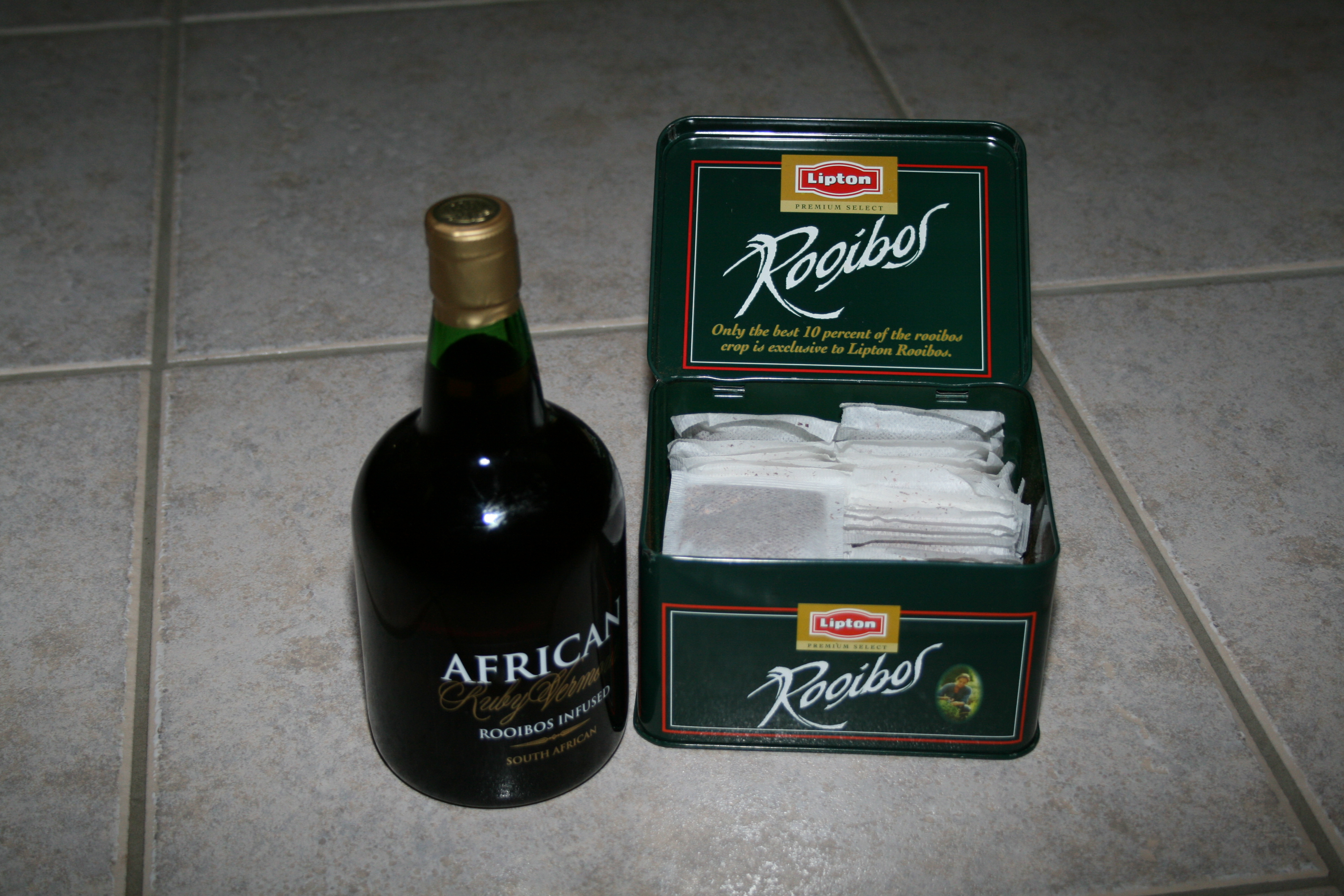
Un licor de rooibos i sobres de rooibos

Roibos (paraula en afrikaans que vol dir ‘matoll vermell’; nom científic Aspalathus linearis) és un membre del tipus Ginesta d'escombres de la família dels llegums de plantes que creixen als fynbos de Sud-àfrica.
El nom genèric ve de la planta Calicotome villosa, aspalathos en grec. Aquesta planta té un creixement i flors molt similars a l'arbust vermell. L'epítet específic linearis ve de l'estructura lineal de creixement de la planta i fulles de tipus agulla.
La planta s'usa per a fer una infusió anomenada roibos, te d'arbust (esp. en Àfrica del Sud), redbush tea (a UK), te vermell de Sud-àfrica, o te vermell. El producte ha esdevingut popular a Sud-àfrica des de fa generacions i ara es consumeix a molts països. De vegades, s'escriu rooibosch d'acord amb l'antiga etimologia holandesa, però no canvia la pronúncia.
La forma normalitzada en català és roibos. En botànica, aquesta és la denominació de l'espècie Aspalathus linearis, un arbust perennifoli de la família de les papilionàcies, originari de Sud-àfrica, que fa fins a 2 m d'alçària, de fulles linears i acuminades i flors grogues. La mateixa denominació roibos designa també la beguda obtinguda per la infusió de les fulles d'aquest arbust, les quals tenen també altres usos en cosmètica i cuina.
Des del punt de vista formal, l'adaptació al català amb una sola o del manlleu rooibos (de l'afrikaans rooi ‘vermell' i bos ‘arbust’), forma amb la qual es coneixen aquests dos conceptes en la majoria de llengües, representa una intervenció mínima sobre la designació original que permet continuar identificant fàcilment el terme i facilita, a més, la lectura adequada del mot, que amb la grafia amb dues os pot donar lloc a lectures errònies. 
Conceptualment es tracta d'una cas semblant a d'altres formes ja consolidades, com ara camamilla, menta o til·la, que designen tant la planta com la infusió que se’n fa. Cal tenir en compte, en aquest cas, que la planta roibos no és un te perquè no pertany a la família botànica de les teàcies, sinó que és una papilionàcia. Com que en català el substantiu te no és sinònim de ‘infusió’, no és precís des del punt de vista botànic utilitzar formes com te roibos o te de roibos.
Podeu consultar les fitxes terminològiques d'aquests termes al Cercaterm i a la Neoloteca.
Font: http://www.termcat.cat/ca/Comentaris_Terminologics/Consultes_Terminologiques/125/

## Producció
El rooibos creix només en una petita àrea de la regió de la província del Cap Oest de Sud-àfrica. Generalment, les fulles estan oxidades. L'oxidació és un procés habitual en la transformació de parts vegetatives de plantes en preparats per a infusions. Oxidació i fermentació són sinònims en l'argot per analogia amb la fermentació per analogia amb la terminologia del processament del te. Aquest procés produeix el color vermell-marró distintiu del rooibos i millora l'aroma. També es produeix rooibos «verd» sense oxidar, però el procés de producció més complicat per al rooibos verd (similar al mètode amb el que es produeix el te verd) el fa més car que el rooibos tradicional. Té un sabor maltós i lleugerament greixós d'alguna manera diferent a la contrapart vermella.

## Ús
A Sud-àfrica és comú beure infusió de rooibos sense llet, amb una rodanxa de llimona i sucre o mel per endolcir. El sabor de la infusió de rooibos es descriu habitualment com a naturalment dolç (sense sucre afegit) i lleugerament amb gust de nou. El rooibos es pot preparar de la mateixa manera que el te negre, i aquest és el mètode més utilitzat.
Moltes cafeteries de Sud-àfrica han començat a vendre «espresso vermell», que és un concentrat de rooibos servit i presentat en l'estil d'espresso normal. Això ha donat variants de begudes basades en el rooibos com el rooibos amb llet i el cappuccino vermell.
També s'ha introduït la infusió freda feta amb rooibos a Sud-àfrica, Austràlia, i els Estats Units.

## Beneficis nutricionals i de salut
El rooibos està esdevenint més popular a Occident, particularment entre consumidors preocupats per la seva salut, a causa del seu alt nivell d'antioxidants com l'aspalatina. El rooibos també conté un nombre important de compostos fenòlics, incloent-hi flavanols, flavones, flavanones, i dihidrocalcones.
El rooibos se suposa que ajuda a mitigar la tensió nerviosa, al·lèrgies i problemes digestius.
La medicina tradicional fa servir el rooibos a Sud-àfrica per a alleugerir el còlics infantils, les al·lèrgies, l'asma i problemes dermatològics.

### Estudi científic
Malgrat que els estudis del rooibos en humans són escassos a la literatura científica, els estudis en animals suggereixen que és un potent antioxidant i que té efectes immunomodulants quimiopreventius. A més, no s'ha trobat que la infusió de rooibos tingui cap efecte advers.
Es diu sovint que el rooibos «verd» (mireu més amunt) té una capacitat antioxidant més alta que el rooibos plenament oxidat. Malgrat això, un estudi que fa servir dues maneres diferents de mesurar l'activitat antioxidant va trobar dades conflictives amb el rooibos verd, que mostra més activitat si es fa servir un tipus de mesura i menys si es fa servir l'altre tipus. L'estudi també va trobar dades conflictives quan es van comparar ambdues formes de rooibos amb el te negre, verd i l'oolong, malgrat que es va trobar que les dues formes tenien menys activitat que el te verd.
El 2010 es van criar onze granotes de dard verinós al WWT Slimbridge en gots d'aigua grossos, amb rooibos comprat a botigues posat a dins. El rooibos es va fer servir perquè conté antioxidants amb propietats antifongs. Aquest va protegir amb èxit les granotes d'infeccions per quitridiomicosi.

## Història
Durant els segles XVII i XVIII, els viatjants i botànics europeus que van visitar la regió de Cederberg a Sud-àfrica comentaven la profusió de «bones plantes» per a propòsits curatius. El 1772, el botànic suec Carl Thunberg va anotar que «la gent del país fa infusions» amb una planta de la família del rooibos o arbust vermell.
Tradicionalment, la gent pujava a les muntanyes i tallava les millors fulles de tipus agulla de les plantes de rooibos salvatges. Llavors enrotllaven els manats de fulles en bosses hessian i les baixaven a llom d'ases. Les fulles es tallaven amb destrals i es colpejaven amb martells, abans de deixar-les assecar al sol.
Els colons holandesos al Cap van usar el rooibos com a alternativa al te negre, un luxe car per als colons que depenien dels vaixells de càrrega d'Europa.
El 1904, Benjamin Ginsberg, un colon jueu rus del Cap, cavalcant per muntanyes remotes, va quedar fascinat amb aquesta herba salvatge. Va fer una ampla varietat d'experiments a Rondegat Farm i va perfeccionar finalment la curació del rooibos. Va simular el mètode tradicional xinès de fer el Keemun, que fermenta el te en bótes, humitejant-lo i embossant-lo en arpillera, que simula els efectes de les cistelles de bambú.
Als anys 1930, Ginsberg va persuadir el doctor i professor de Rhodes Dr. Le Fras Nortier per experimentar el cultiu de la planta. Le Fras Nortier va cultivar les primeres plantes a Clanwilliam a la granja Klein Kliphuis. Les petites llavors eren difícils d'obtenir, ja que es dispersen tan aviat com es trenquen les beines, i no germinen sense l'escarificació. Le Fras Nortier va pagar els nadius, alguns dels quals eres pacients seus, perquè recol·lectessin llavors. Una dona gran Khoi ho va fer una vegada i una altra i rebia un xíling per cada capsa de mistos plena de llavors. Havia trobat una font de llavors inusual: es va topar amb formigues carregant llavors, les va seguir fins al seu formiguer i, obrint-lo, va trobar-hi un graner. Els intents del Dr. Le Fras Nortier van ser finalment exitosos, la qual cosa va conduir Ginsberg a encoratjar els grangers locals a cultivar la planta amb l'esperança que esdevindria un negoci rendible. Klein Kliphuis es va convertir en granger de rooibos i en deu anys el preu de les llavors van arribar a unes sorprenents £80 per lliura, la llavor vegetal més cara del món. Avui dia, la llavor es recull amb processos de cribratge especial i Klein Kliphuis és ara un hotel rural.
Des de llavors, el rooibos s'ha popularitzat a Sud-àfrica i ha assolit també un momentum considerable en el mercat mundial. Un nombre creixent d'empreses de marques de te venen aquesta infusió, ja sigui sola o com a component d'una varietat cada cop més gran de mescles.